# Cemil Bayık
Cemil Bayık (kurdisch Cemîl Bayik; * 1955 in Keban, Provinz Elazığ) ist ein Gründungsmitglied der Arbeiterpartei Kurdistans und Co-Vorsitzender des Exekutivrats der Koma Civakên Kurdistan, der Dachorganisation der PKK. Sein Kampf- und Deckname lautet „Cuma“.
Über das Leben Bayıks ist wenig bekannt. Er wurde als Sohn von Mustafa Bayık geboren. Cemil Bayık hat drei Brüder und eine Schwester. Sein Vater verstieß ihn 1976. Bayık beherrschte zunächst nur die türkische Sprache, bevor er sich seiner kurdischen Herkunft zuwandte. Über seinen Freund Kemal Pir kam Bayık mit dem Vorsitzenden Apo, Abdullah Öcalan, in Kontakt.
Bayık schloss sich 1976 der Gruppierung um Öcalan an. Er war an der Parteigründung beteiligt und gemeinsam mit Şahin Dönmez und Öcalan Mitglied im ersten „Zentralkomitee“ der Partei. Er führte den militärischen Flügel der Organisation, die Artêşa Rizgariya Gelê Kurdistan (ARGK, übersetzt Volksbefreiungsarmee Kurdistans). Bayık galt lange Jahre als die Nummer zwei innerhalb der PKK. Nach der Ergreifung Öcalans übernahm er kurzfristig die Führung der Organisation. Er überlebte diverse Machtkämpfe innerhalb der PKK-Führung.
Bayık wurde im Juli 2013 als Co-Vorsitzender im Exekutivrat der Koma Civakên Kurdistan (KCK) gewählt. Im April 2015 äußerte er in einem Interview der Sender WDR und NDR: „Wir möchten nicht mehr gegen die Türkei kämpfen. Wir sagen: Es reicht mit dem Kämpfen.“ Seine Organisation strebe inzwischen keinen eigenen Staat mehr an, sondern eine politische Lösung. Zuvor hatte Öcalan die PKK dazu aufgerufen, einen Kongress abzuhalten und die Niederlegung der Waffen zu beschließen.
Ein Interview, welches der deutsch-türkische Journalist Deniz Yücel mit Bayık führte, wurde vom türkischen Staat als Terrorpropaganda eingestuft und musste 2017 als Vorwand für Yücels Verhaftung herhalten.
Die kurdische Nachrichtenagentur ANF berichtete, Agenten des türkischen Geheimdienstes MIT hätten im August 2017 versucht, Bayık zu entführen oder zu töten. Am 6. November 2018 gaben die USA bekannt, dass sie innerhalb ihres Reward for Justice Programms 4 Millionen US-Dollar für Informationen bereitstellen, die zur Verhaftung von Bayık führen.